# Flèche ardennaise
La Flèche ardennaise est une course cycliste belge disputée dans la province de Liège. Elle est organisée par la société Flèche ardennaise, association qui organise également l'Aubel-Thimister-Stavelot (ex Liège-La Gleize).
Créée en 1966, elle a intégré le calendrier de l'Union cycliste internationale de 1996 à 1998, puis a fait partie de l'UCI Europe Tour en 2005 et 2006. De 2007 à 2009, elle est au calendrier national belge. En 2010, elle fait à nouveau partie de l'UCI Europe Tour, en catégorie 1.2. Elle est par conséquent ouverte aux équipes continentales professionnelles belges, aux équipes continentales, à des équipes nationales et à des équipes régionales ou de clubs. Les UCI ProTeams (première division) ne peuvent pas participer. 
La Flèche ardennaise figure également au calendrier de la Topcompétition, calendrier de courses belges établi annuellement par la Royale ligue vélocipédique belge et donnant lieu à un classement des coureurs belges de moins de 27 ans et des équipes belges y participant.
Depuis 2021, le départ et l'arrivée se situent à Stavelot.

## Palmarès

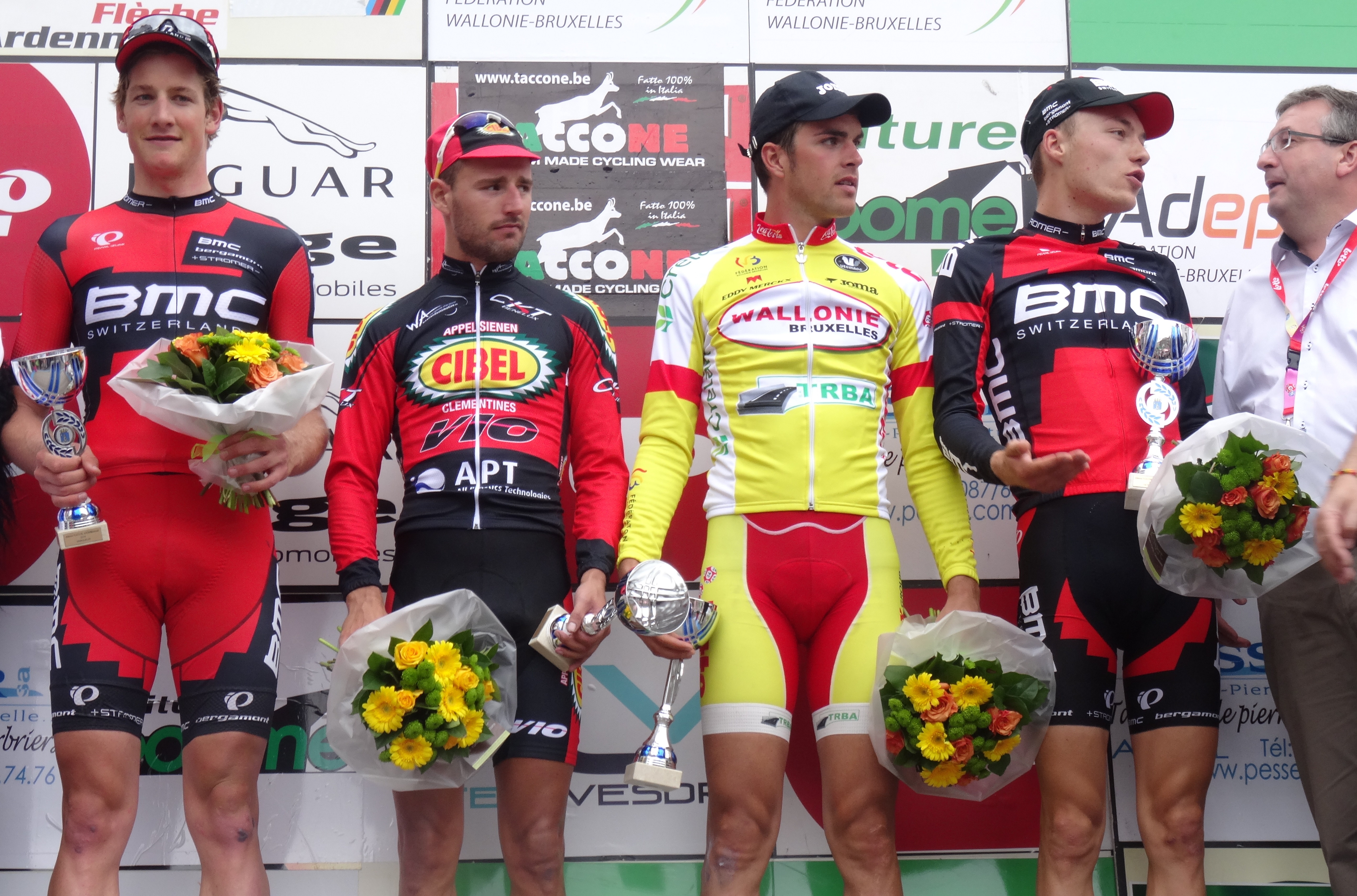
Podium de l'édition 2014 : Stefan Küng (1er), Bjorn De Decker (meilleur grimpeur), Boris Dron (3e) et Loïc Vliegen (2e).

| Année | Vainqueur,                                   | Deuxième                                     | Troisième                                    |
| ----- | -------------------------------------------- | -------------------------------------------- | -------------------------------------------- |
| 1966  | Willy Van Neste                              | Emile Coppens                                | Jos Van Hout                                 |
| 1967  | Valere Van Sweevelt                          |                                              |                                              |
| 1968  | Roger De Vlaeminck                           |                                              |                                              |
| 1969  | Joseph Bruyère                               |                                              |                                              |
| 1970  | Theo Dockx                                   |                                              |                                              |
| 1971  | Luc Van Goidsenhoven                         |                                              |                                              |
| 1972  | Staf Hermans                                 |                                              |                                              |
| 1973  | Lieven Malfait                               |                                              |                                              |
| 1974  | Jos Gysemans                                 |                                              |                                              |
| 1975  | Jean-Luc Vandenbroucke                       |                                              |                                              |
| 1976  | Wim Mynheer                                  |                                              |                                              |
| 1977  | René Martens                                 |                                              |                                              |
| 1978  | Ronny Claes                                  |                                              |                                              |
| 1979  | Daniel Plummer                               |                                              |                                              |
| 1980  | Jan Nevens                                   | Patrick Vermeulen                            | Luc De Decker                                |
| 1981  | Dany Schoonbaert                             | Marc Van den Brande                          | Patrick Hermans                              |
| 1982  | Eric Vanderaerden                            | Noël Segers                                  | Willem Van Eynde                             |
| 1983  | Franky Van Oyen (nl)                         | Eric Van Lancker                             | Jules Dubois                                 |
| 1984  | Dirk Ghyselinck                              | Willy Boden                                  | Luc Van Roy                                  |
| 1985  | Luc Ronsse                                   | Benny Heylen                                 | Paul Beirnaert                               |
| 1986  | Greg Moens                                   | Patrick Roelandt                             | Edwig Van Hooydonck                          |
| 1987  | Benny Heylen                                 | Marc Mertens                                 | Nico Roose                                   |
| 1988  | Johan Pauwels                                | Chris Desaeger                               | Jim Van De Laer                              |
| 1989  | Eddy Bouwmans                                | Martien Kokkelkoren (nl)                     | Daniel Van Steenbergen                       |
| 1990  | Bart Leysen                                  | Tom Desmet                                   | Marc Wauters                                 |
| 1991  | Stéphane Galbois                             | Danny Alaerts (eu)                           | Anton Tak                                    |
| 1992  | Nico Desmet                                  | Erwin Thijs                                  | Jean-Pierre Dubois                           |
| 1993  | Casper van der Meer (nl)                     | Kurt Van Lancker                             | Steven Van Aken                              |
| 1994  | Steven Van Aken                              | Danny In 't Ven                              | Hendrik Van Dyck                             |
| 1995  | Tony Bracke                                  | Laurent Lefèvre                              | Mario Aerts                                  |
| 1996  | Benoît Salmon                                | Marc Streel                                  | Patrice Halgand                              |
| 1997  | Christian Henn                               | Ludo Dierckxsens                             | Frank Corvers                                |
| 1998  | Erwin Thijs                                  | Carlo Bomans                                 | Tom Stremersch                               |
| 1999  | Pierrick Fédrigo                             | Wesley Theunis                               | Kevin Hulsmans                               |
| 2000  | Thomas Voeckler                              | Johan Dekkers                                | Anthony Charteau                             |
| 2001  | Ruslan Gryschenko                            | Andrey Kashechkin                            | David Plas                                   |
| 2002  | Ruslan Gryschenko                            | Geoffroy Lequatre                            | Sergueï Lagoutine                            |
| 2003  | Jukka Vastaranta                             | Maxim Iglinskiy                              | Mathieu Heijboer                             |
| 2004  | Jeremy Yates                                 | Sven Nevens                                  | Jean-Paul Simon                              |
| 2005  | Francis De Greef                             | James Lewis Perry                            | Gianni Meersman                              |
| 2006  | Gil Suray                                    | Geert Steurs                                 | Pieter Jacobs                                |
| 2007  | Sébastien Delfosse                           | Jean-Marc Bideau                             | Florian Guillou                              |
| 2008  | Jan Bakelants                                | Aurélien Duval                               | Guillaume Bonnafond                          |
| 2009  | Sander Armée                                 | Laurens De Vreese                            | Fabio Polazzi                                |
| 2010  | Thomas Degand                                | Nikita Umerbekov                             | Laurens De Vreese                            |
| 2011  | Zico Waeytens                                | Michaël Savo                                 | Kenneth Vanbilsen                            |
| 2012  | Clément Lhotellerie                          | Jimmy Janssens                               | Sander Helven                                |
| 2013  | Silvan Dillier                               | Tom Dernies                                  | Dimitri Claeys                               |
| 2014  | Stefan Küng                                  | Loïc Vliegen                                 | Boris Dron                                   |
| 2015  | Loïc Vliegen                                 | Gaëtan Bille                                 | Sam Oomen                                    |
| 2016  | Jeroen Meijers                               | Brecht Dhaene                                | James Shaw                                   |
| 2017  | Harm Vanhoucke                               | Stephen Williams                             | Lennert Teugels                              |
| 2018  | Cees Bol                                     | Jimmy Janssens                               | Sjoerd Bax                                   |
| 2019  | Simon Pellaud                                | Romain Bacon                                 | Martin Schäppi                               |
| 2020  | Annulée en raison de la pandémie de Covid-19 | Annulée en raison de la pandémie de Covid-19 | Annulée en raison de la pandémie de Covid-19 |
| 2021  | Annulée en raison de la pandémie de Covid-19 | Annulée en raison de la pandémie de Covid-19 | Annulée en raison de la pandémie de Covid-19 |
| 2022  | Romain Grégoire                              | Lennert Van Eetvelt                          | Thomas Gloag                                 |
| 2023  | Menno Huising                                | Francesco Busatto                            | William Junior Lecerf                        |
| 2024  | Milan Donie                                  | Jarno Widar                                  | Pau Martí                                    |
| 2025  | Jarno Widar                                  | Lorenzo Finn                                 | Mats Wenzel                                  |